# 霊光寺 (鎌倉市)
霊光寺（れいこうじ）は、神奈川県鎌倉市七里ヶ浜にある日蓮宗の寺院である。山号は龍王山。池上・芳師法縁。

## 概要
日蓮の雨乞い伝説が残されている「田辺ヶ池」の跡地に建つ。
明治時代末、「日蓮大菩薩祈雨之旧蹟地」の石塔が出土したため日蓮上人像と本堂が建立されたのが始まりである。建立にあたっては大日本帝国海軍大将の上村彦之丞が尽力し、本堂に掲げられている「祈雨霊蹟」の額も上村の筆によるものである。当初は霊光殿と称したが、1957年（昭和32年）に現在の寺号となった。

## 交通アクセス
- 江ノ島電鉄七里ヶ浜駅から徒歩12分。